# Ekonomija zajedništva
Ekonomija zajedništva je projekt Pokreta fokolara. Polazi od osnovne zamisli da je zajedništvo duboka težnja ekonomije. To je i temelj projekta Ekonomije zajedništva nastale 1991. u Brazilu, s ciljem osnivanja poduzeća kojima će se upravljati u duhu nove "kulture davanja". Ta poduzeća dobit daju u zajedništvo za tri namjene: razvoj poduzeća, stvaranje nove kulture koja će nadahnjivati nove ljude i za pomoć siromasima, da se potpuno reintegriraju u zajednicu. Ključni pojmovi ove ekonomije su besplatnost, rad, poduzeće, suradnja, sreća, uzajamnost, bratstvo i siromaštvo. Svi zajedno trebali bi osvijetliti sadržaj pojma koji se izražava riječju "zajedništvo".